# Município de Abarkuh
Abarkuh é um município na província de Yazd, no Irã, tendo como sua capital a cidade de Abarkuh. No censo de 2006, sua população era de 42 610 habitantes, em 11 660 famílias. O município está dividido em dois distritos, chamados Central e Bahman, e possui duas cidades, que são Mehrdasht e Abarkuh.